# سیل‌بند فلوجه
سیل‌بند فلوجه (به عربی: سدة الفلوجة) یک سد در عراق است که در Al Anbar Governorate, Iraq واقع شده‌است.